# Australopachycormus hurleyi
Australopachycormus hurleyi è un pesce osseo estinto, appartenente ai pachicormiformi. Visse nel Cretaceo inferiore (Albiano, circa 105 milioni di anni fa) e i suoi resti fossili sono stati ritrovati in Australia.

## Descrizione
Questo animale è noto solo per resti incompleti, ma dal raffronto con animali simili come Orthocormus e Protosphyraena è possibile ipotizzarne l’aspetto. Doveva essere un pesce dal corpo slanciato e dalle lunghe pinne pettorali. Il cranio era lungo oltre 45 centimetri, e si suppone che l’intero animale superasse i tre metri di lunghezza. Come altri pachicormidi, Australopachycormus possedeva un rostro allungato e appuntito, formato dall’osso rostrodermetmoide, ma al contrario di ogni altro pachicormide noto questo rostro non possedeva denti marginali, bensì un singolo paio di grandi denti appuntiti e rivolti all’indietro obliquamente. Anche l’osso dentale che formava la mandibola era dotato di denti anteriori sporgenti e aguzzi, mentre i denti posteriori erano più piccoli e formavano una sola fila. 

## Classificazione
Descritto per la prima volta nel 2007, Australopachycormus hurleyi è il primo pachicormiforme ad essere stato scoperto in Australia. Era strettamente imparentato con Protosphyraena, anch’esso dotato di un lungo rostro e di denti sporgenti. Probabilmente questi animali erano parte di un clade di pachicormiformi predatori, che ebbero origine già nel Giurassico con Orthocormus ma che si specializzarono nel corso del Cretaceo, quando la maggior parte degli altri pachicormiformi era in declino, eccezion fatta per le forme giganti planctivore come Bonnerichthys e Rhinconichthys. 